# Casa Ramon Ramon
La Casa Ramon Ramon és un edifici del municipi d'Esparreguera (Baix Llobregat) inclòs en l'Inventari del Patrimoni Arquitectònic de Catalunya.

## Descripció
És un edifici de planta baixa i tres pisos, fet de maó recobert i ornamentat amb pedra vista, tot i que en alguns llocs s'ha deixat a la vista. Les obertures, tres per a cada pis, estan alineades; totes estan allindanades i tenen motllures al voltant. Les obertures del primer i segon pis són balcons. Les golfes és l'única zona on el maó s'ha deixat vist. Estan decorades amb falses pilastres estriades amb capitells jònics. Sobre seu hi ha un ràfec de pedra amb permòdols alineats amb les pilastres de l'últim pis. L'edifici es cobreix per un terrat a la barana del qual es troba un gerro a cada angle i tres motius ornamentals, que rematen la línia vertical que fan les obertures.
Hi visqueren els marquesos de Ferran Puig, donant així nom al carrer.